# Parayasa nilgiriensis
Parayasa nilgiriensis är en insektsart som beskrevs av William Lucas Distant 1916. Parayasa nilgiriensis ingår i släktet Parayasa och familjen hornstritar. Inga underarter finns listade i Catalogue of Life.